# Isole del Principe Edoardo
Le isole del principe Edoardo (in inglese Prince Edward Islands, in afrikaans Prins Eduard-eilande) sono due piccole isole disabitate dell'oceano Indiano sub-antartico, che sono politicamente parte del Sudafrica. Le due isole sono chiamate isola Marion e isola del principe Edoardo.
Appartengono al comune di Città del Capo dal 1948 (Prince Edward Islands Act, 1948 - Act No. 43 of 1948) anche se sono amministrate dal South African Environmental Management dato che sono una riserva del Sudafrica dal 2003 (South African Environmental Management: Protected Areas Act, No. 57 of 2003).

## Geografia e geologia
L'isola Marion è la più grande delle due, si trova a una latitudine di 46°54' S e una longitudine di 37°5' E. Ha una lunghezza approssimativa di 19 km e una larghezza di 12 km, per una superficie di 290 km² e una linea costiera di circa 72 km, gran parte dei quali costituiti da scogliere alte e inaccessibili. Il punto più alto dell'isola Marion è lo State President Swart Peak, che raggiunge i 1.230 m sopra il livello del mare.
L'isola del principe Edoardo è molto più piccola (solo circa 45 km²) e si trova a circa dodici miglia nautiche (22 km) a nord-est. Le due isole si trovano a circa 955 miglia nautiche (1.770 km) a sud-est di Port Elizabeth (Sudafrica).
Le isole si trovano nella fascia di contatto delle correnti calde e umide africane che ciclicamente sconfinano verso sud, dove si scontrano con correnti molto fredde se non gelide di origine antartica, producendo costanti perturbazioni.
Si ritiene che le due isole siano tra i territori con il clima peggiore del pianeta; i giorni con cielo limpido sono decisamente rari; le piogge, la nebbia o la neve sono frequenti. Tutti e tre i fenomeni si possono verificare lo stesso giorno e in qualunque periodo dell'anno; il clima è costantemente molto umido e freddo, il vento spira costantemente da ovest, e molto spesso è intenso e violento, il mare è quasi costantemente agitato. Le condizioni estreme e soprattutto il vento rendono impossibile la crescita naturale di alberi.
Entrambe le isole sono di origine vulcanica. L'isola Marion è una delle vette di un grosso vulcano sottomarino, che si innalza per circa 5.000 metri dal fondale marino fino allo State President Swart Peak. Il vulcano era ritenuto spento, ma eruttò di nuovo nel 1980 e da allora è classificato come "attivo".

## Storia
Le isole vennero avvistate per caso nel 1663 dalla nave olandese Maerseveen. Nel 1772 Marc-Joseph Marion du Fresne avvistò le isole e impiegò cinque giorni, con il mare in tempesta, cercando inutilmente di sbarcarvi, pensando di avere trovato l'Antartide, la cui esistenza all'epoca era stata solo supposta. Da Marion l'isola prese il nome. Nel 1776 la spedizione, che dopo la morte di du Fresne era comandata dal suo secondo, Jules Crozet, incontrò quella di James Cook a Città del Capo. Cook, così informato della presenza delle isole, a sua volta successivamente salpò in direzione dell'arcipelago, ma non fu in grado di effettuare lo sbarco a causa delle pessime condizioni meteorologiche.
Il primo sbarco di cui si ha notizia risale al 1803 e venne eseguito da un gruppo di cacciatori di foche, che trovarono comunque tracce di una presenza precedente, probabilmente altri cacciatori come loro.
Anche James Clark Ross si avvicinò alle isole nel 1840, ma anch'egli non fu in grado di sbarcare per le condizioni meteorologiche avverse. Le isole vennero infine ispezionate da un certo capitano Nares nel 1873, fu lui a battezzarle isole del principe Edoardo in onore del futuro re Edoardo VII, all'epoca ancora principe di Galles. Il governo britannico ne rivendicò il possesso nel 1880 e accorpò amministrativamente le isole alla Colonia del Capo.
Nel 1908 il governo britannico concesse a un certo William Newton i diritti di sfruttamento dei depositi di guano per i ventuno anni successivi e una concessione decennale per la caccia alle foche a una compagnia di cacciatori nel 1926.
Nel 1948 il governo coloniale del Sudafrica installò una stazione meteorologica sull'isola Marion. La stazione di ricerca venne ben presto ampliata, e oggi conduce studi sulla biologia delle isole, in particolare sugli uccelli (pinguini, procellarie, albatross, gabbiani) e foche.
Il 31 maggio 1961, con l'indipendenza del Sudafrica, le isole passarono sotto il governo diretto di Pretoria.

## Eradicazione felina
Nel 1949 cinque gatti domestici vennero portati sull'isola Marion per risolvere un problema di topi nella stazione.
I gatti si moltiplicarono rapidamente e nel 1977 erano circa 3400, nutrendosi dei nidiacei e di uova di procellarie invece che dei topi minacciarono di portare all'estinzione gli uccelli che nidificavano sull'isola. 
Alcune specie di procellarie in effetti si estinsero sull'isola Marion; per questo venne pianificato un "programma di eradicazione totale dei gatti". Alcuni gatti vennero infettati con una malattia mortale, altamente contagiosa e specifica, la panleucopenia felina, che produsse un'epidemia in seguito alla quale il numero dei gatti si ridusse a circa seicento (1982). I gatti restanti vennero uccisi con frequenti battute di caccia notturna e nel 1991 vennero catturati e uccisi solo otto gatti nell'arco di dodici mesi. Si ritiene che attualmente non ci siano più gatti sull'isola Marion.
Allo stato attuale l'importazione di gatti è assolutamente vietata.